# Rhabdocidaridae
De Rhabdocidaridae zijn een familie van uitgestorven zee-egels uit de orde Cidaroida.

## Geslachten
- Fellius Cutress, 1980 †
- Laurenticidaris Vadet, 1991 †
- Porocidaris Desor, 1855 †
- Rhabdocidaris Desor, 1855 †